# Matanui profundum
Matanui profundum är en fiskart som först beskrevs av Hans W. Fricke och Roberts, 1994.  Matanui profundum ingår i släktet Matanui och familjen Tripterygiidae. Inga underarter finns listade i Catalogue of Life.